# Severo Cenarro
Severo Cenarro Cubero (Pastrana, 22 de octubre de 1853 - Tánger, enero de 1898) fue un teniente coronel médico español, eminente cirujano y experimentado higienista, reconocido por sus servicios en Cuba, Puerto Rico, Marruecos y España, que impulsó el movimiento regeneracionalista africano en el ámbito médico,  que pretendía la integración de Marruecos en el reino español mediante la culturización e implementación de medidas europeas.
En sus años de servicio participó como Médico 2.º en la tercera guerra carlista (1872-1876) y posteriormente en la guerra de Cuba (1895-1898) dos años. Sin embargo las acciones más destacadas del doctor Cenarro son aquellas que realizó en la ciudad marroquí de Tánger, su residencia durante casi quince años, donde formó parte del Consejo Sanitario de Tánger, creado en 1844, como médico consultor, y actuó como director facultativo del Hospital Español de Tánger. Además, ejerció como director y profesor de la Escuela de Medicina de Tánger, participó en la Cámara de Comercio de Tánger y fue presidente y vicepresidente de la Comisión de Higiene de Tánger, aportando medidas para frenar las olas epidemiológicas del cólera.

## Biografía

### Sus comienzos
Severo Cenarro nació en Pastrana, municipio guadalajareño, siendo sus padres oriuntos de Cascante, pueblo de Navarra cercano a Tudela y perteneciente a la archidiócesis de Zaragoza.
En 1869 ingresa en la Escuela Libre de Medicina de Zaragoza, licenciándose cuatro años después en la misma promoción que el reconocido médico aragonés Santiago Ramón y Cajal. En noviembre de ese mismo año se enrola en el cuerpo de Sanidad Militar como Médico 2.º tras aprobar las oposiciones, en el Cuartel General del Ejército de Operaciones del Norte, participando en la tercera guerra carlista, por lo que le otorgaron la Cruz Roja de Mérito Militar.
En 1875 consigue una plaza en el Hospital Militar de Madrid como Instructor de la Brigada Sanitaria, encargándose así de la formación de sanitarios y camilleros. Allí trabó amistad con el médico Nicasio Landa, fundador de la Cruz Roja Española. En 1876 fue destinado a Ultramar, como médico 1.º en Puerto Rico. Antes de partir a la isla se casó en Madrid con Encarnación García y Laguna, natural de Tudela, que fue con él a su destino americano a principios de 1877.
En la isla caribeña pasa tres años y medio ejerciendo, primero de jefe de clínica y jefe de sala de comprobación del hospital Militar de San Juan hasta julio de 1878 y jefe de parque de sanidad militar de la misma ciudad hasta agosto de 1878. Posteriormente ocupó el puesto de médico de Batallón de Infantería de Cádiz en la plaza de Cayey hasta junio de 1880.
En 1880 es destinado a Cuba, donde ejerció como Instructor de la Brigada Sanitaria y se encargó de las clínicas de los Barracones del Príncipe en La Habana hasta la supresión de las mismas en diciembre de 1881, cuando asumió otro puesto en el Hospital Militar de San Ambrosio. En este mismo año colabora en las discusiones que dan lugar al Informe sobre la Fiebre Tifoidea, tratando así una enfermedad infecciosa similar a las que tendría que combatir en años siguientes. Durante cuatro meses de 1882, Cenarro y su mujer vuelven a la península con licencia por enfermedad, quedándose Encarnación ya en Tudela con aportaciones mensuales de fondos por parte de su marido, que regresó a San Ambrosio para encargarse de la Sala de Observación y la Clínica de Observación de Dementes.
En 1883 el doctor parte de la isla de manera definitiva al haber cumplido los seis años de servicio obligatorio, pasando a ocupar un puesto en el Hospital Militar de Pamplona siendo su superior su antiguo compañero en Madrid, Nicasio Landa. A finales de año regresa al Hospital Militar de Madrid, y en el año 1884 contribuye en un breve periodo de tiempo a la revista Gaceta de Sanidad Militar.

### Primeros años en Tánger (1884-1890)
A comienzos de marzo de 1884 el doctor Cenarro y su familia llegan a Tánger en pleno auge del movimiento regeneracionalista africano, que pretendía formar una vinculación con Marruecos similar a la que presentaba la península con Cuba antes de su independencia. Allí, el doctor ejerce como médico de la Legación Española, cuyas tareas principales abarcan desde el tratamiento de enfermedades graves hasta el mantenimiento de la salud de los diplomáticos tangerinos. Sus labores también incluyen la atención a la colonia española que crecía en Tánger, con visitas domiciliarias, campañas de vacunación y integración de medidas básicas de higiene. Todas estas tareas eran llevadas a cabo en un hospital provisional provisto de tan sólo seis camas.
También asume el papel de médico consultor del Consejo Sanitario de Tánger, creado en 1844, además de formar parte como único médico del proyecto de la Comisión de Higiene Pública, impulsado por los europeos y hebreos de buena posición, que fracasa hasta su recuperación unos años después.
Tan sólo un año tras la llegada a Tánger de Cenarro surge una nueva ola pandémica de cólera que alcanza el sur de España y amenaza las costas marroquíes, ante la que el médico actúa como higienista llevando a cabo medidas como el rechazo de barcos con patente sucia o el anegamiento de una zanja que podría ser peligrosa para la salud pública, pudiendo llegar a contraer él mismo el cólera cuando en agosto de 1885 fue sustituido por indisposición por el médico civil Manuel Ruiz de Conejo.
Al año siguiente, en agosto de 1886, llega a Tánger el Médico Mayor del Cuerpo de Sanidad Militar Felipe Óvilo Canales, que trabajaría junto a Cenarro en varios de sus proyectos. Uno de ellos es la Escuela de Medicina de Tánger, inaugurada a finales de 1886 con el objetivo de crear cuadros médicos españoles, pero transformado en un centro de médicos para el ejército marroquí en 1889. En este proyecto llevado a cabo en el edificio hospitalario provisional, Óvilo se encargaba de las enseñanzas teóricas, mientras que Cenarro enseñaba conocimientos prácticos de cirugía.
En 1888 el trabajo de Óvilo y Cenarro se traslada al nuevo Hospital Español de Tánger, ejerciendo ambos como docentes y como médicos, y administrado por los padres Franciscanos. Es a finales de este año cuando se suministra la primera vacuna antivariólica del hospital, servicio que se mantuvo en el tiempo. El papel de Cenarro definido en 1891 como director facultativo del hospital implicaba la responsabilidad del cuidado de los enfermos, el control del personal sanitario y el mantenimiento de medidas higiénicas en las instalaciones, que requerían de fondos económicos que obtenían de tasas a pacientes con recursos económicos, al ser la Legación reacia a encargarse de la financiación.
Es también en 1888 cuando se reactiva la Comisión de Higiene de Tánger gracias al trabajo de Óvilo y Cenarro, que pretende mejorar las condiciones higiénicas de Tánger para alcanzar unos estándares propios de la época. Este organismo también pudo servir como mecanismo de control para España, al estar a su frente la mayor parte de su duración médicos españoles. En el momento de la creación de la comisión y en su primera junta, Cearro actuó como presidente provisional, pasando a ser vicepresidente en abril de 1889. Otra institución que también ayudó a facilitar la acción española en Tánger fue la Cámara de Comercio, de la que Cenarro y Óvilo formaron parte.

### Años de cólera (1890-1898)
En junio de 1890, con la amenaza de la llegada a Marruecos del cólera, presente ya en Valencia, la Comisión de Higiene pide fondos al Consejo Sanitario de Tánger por iniciativa de Cenarro, obteniendo la comisión dos mil francos. Es en septiembre de ese mismo año cuando la amenaza por cólera se traduce en la llegada al puerto de Tánger un buque francés, Gallia, en el que viajaban setecientos peregrinos marroquíes, con patente sucia. El Consejo, entre los que se encontraba Cenarro, dispuso una cuarentena de seis días en la isla de Mogador, un islote que serviría temporalmente de lazareto en las olas de cólera de los años siguientes. El doctor además insistió en el envío de un médico español, Gustavo Prieto, para asegurar el cumplimiento de las medidas de higiene y desinfección y evitar la huida de peregrinos a nado. Gracias a ello, el cólera no se extendió a tierra.
Al año siguiente, a finales de agosto de 1891, se vuelve a confinar en la isla a un barco proveniente de  Alejandría, el francés Sahel, acompañado de nuevo por el doctor Prieto. Tras la cuarentena no se produjo un brote de cólera, pero sí de viruela.
Estas cuarentenas sirven de gran experiencia al doctor Cenarro, que en 1892 redacta el Reglamento para Casos de Epidemia Colérica. A partir de este año además, el doctor Gustavo Prieto colaboró habitualmente con Cenarro, así como los médicos Sotero García de Mayoral y Samuel Mobily Güitta. En este mismo año, en el que no hubo problemas con la cólera y el peregrinaje, estallan unos combates entre una mehalla del sultán y unos cabileños, por lo que Cenarro y sus alumnos de la Escuela de Medicina realizaron operaciones a heridos de ambos bandos. A finales de 1892 se consigue además una mayor conexión entre la Comisión y el Consejo Sanitario, dando competencias reconocidas a la Comisión.
Los hechos sucedidos en 1890 y 1891 se repiten en el verano de 1893, teniendo que desviar los buques Gallia, Lutetia y Afghan a Mogador por una nueva ola de cólera. Aunque en un principio los médicos enviados fueron los doctores García de Mayoral y Prieto, la gravedad de la situación y el número de contagios obligó al Consejo a enviar al doctor Cenarro y otros dos médicos junto con materiales desinfectantes.
En verano de 1895 atraca en Tánger el vapor francés Maurice et Reunion con cólera a bordo y sin realizar cuarentena en Mogador, donde ya había mandado Cenarro y el Consejo un médico para preparar la isla, y posiblemente para dar carácter oficial al puesto de médico de Mogador. No ayudó a frenar este brote la noticia falsa del periódico Al Mogreb al-Aksa en la que informa de que el vapor francés atracó en Argel y no en Tánger. Tres semanas más tarde comienzan los primeros casos de cólera en Tánger, ante lo que el doctor Óvilo aisló el vibrión colérico, y el Consejo encargó a Cenarro un informe sobre la conveniencia de adoptar la cuarentena en Mogador de los peregrinos de La Meca como medida anual.
Por ello y para poder combatir la enfermedad desde su posición en la Comisión de Higiene de Tánger, abandona en la segunda mitad del año sus tareas en la Escuela de Medicina y en el Hospital, siendo sustituido por Samuel Mobily Güitta y por García de Mayoral. El doctor Cenarro convoca una reunión informativa de la comisión, en la que se decide lanzar una suscripción pública, gracias a la cual se recaudaron ocho mil pesetas, destinadas a a asistencia médica a enfermos y al saneamiento de la ciudad.
El 17 de octubre de 1895 presenta Cenarro su informe en el que asegura que para garantizar la salud de la ciudad era necesario establecer un lazareto permanente en la Isla de Mogador. Sin embargo, las conclusiones de los diplomáticos ingleses y franceses no coinciden con las del doctor. Las conclusiones francesas niegan el vapor Maurice como causa del brote de cólera y no ven la necesidad de un lazareto permanente. Los ingleses por su parte abogaban por un lazareto ubicado en Tánger que pudiese ser controlado desde Gibraltar. Sin embargo, los doctores españoles de Tánger trataron de seguir adelante con el proyecto.
El 29 de noviembre de ese mismo año la Comisión de Higiene Pública dio por finalizado el brote de cólera, gracias a las medidas adoptadas por la institución.

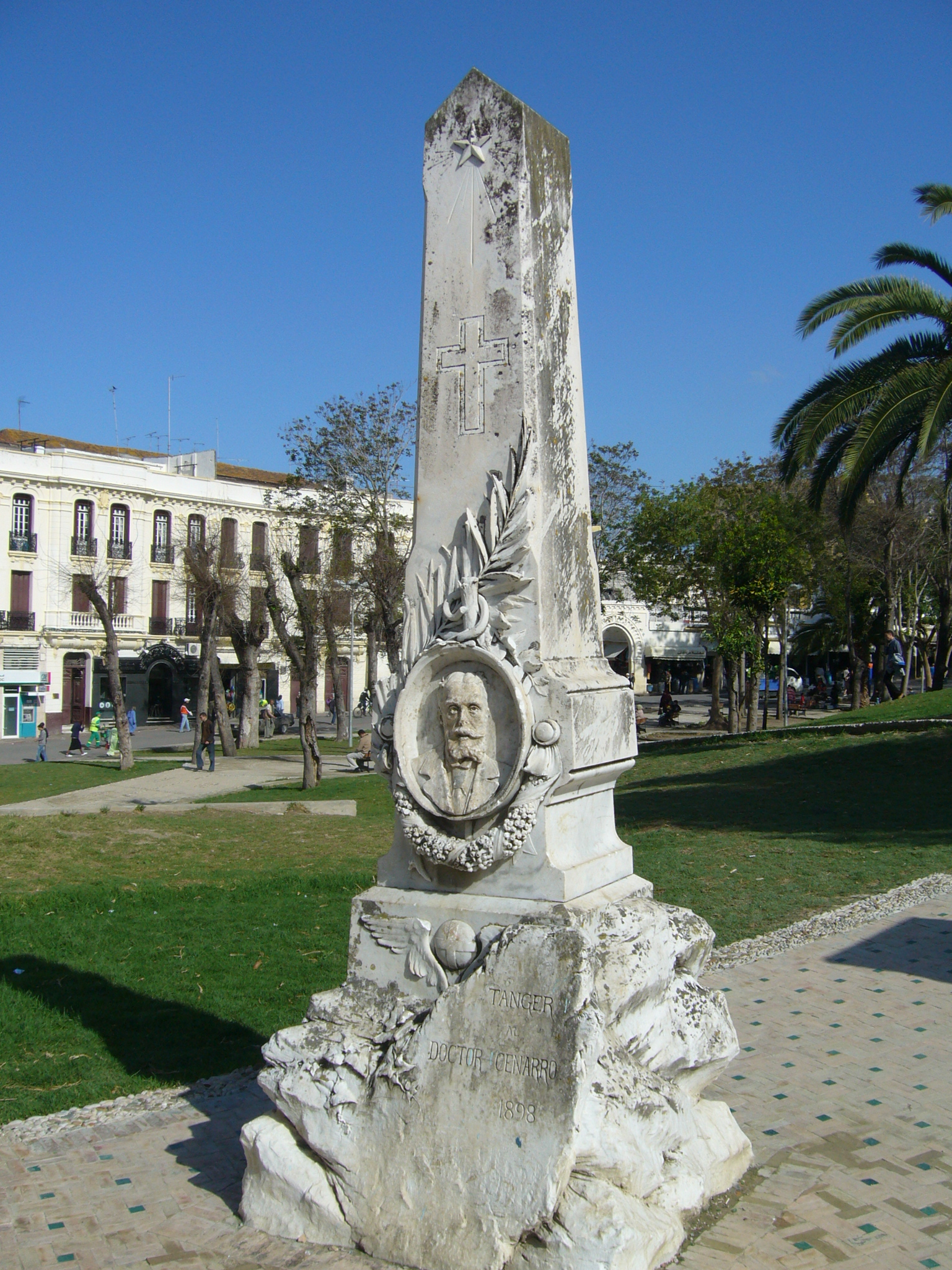
Monumento a la memoria de Severo Cenarro Cubero, médico.

En 1896 se presenta la oportunidad de reintentar el proyecto de lazareto del año anterior, al llegar ese verano el buque francés Gergovia, que transportaba sin ninguna medida sanitaria a más de 1600 peregrinos. Cenarro había mandado al médico Enrique Rebolledo Laugier a la isla de Mogador para prepararla antes de la llegada del buque. Durante la cuarentena, Rebolledo elabora un informe sobre su procedimiento, que se llevó a cabo con más medios y más ordenadamente. A pesar de este esfuerzo, el desvío de fondos de España hacia la nueva guerra de la independencia cubana iniciada en 1895 imposibilitó la realización del proyecto de un lazareto permanente en Mogador.

### Últimos años
A finales de 1896 Felipe Óvilo es destinado a Cuba, asumiendo Cenarro el puesto de director de la Escuela de Medicina hasta que él mismo tuvo que partir a la guerra en diciembre de 1896, sustituyendole de nuevo Mobily Güitta y García de Mayoral.
Este alejamiento de Marruecos no dura mucho, ya que en marzo de 1897 el Capitán General de Cuba recibe una orden para el regreso de Cenarro a Tánger.
Sin embargo, la vuelta de Cenarro no impide el estancamiento del proyecto español. La amenaza de la extensión de la peste provoca la total prohibición de la peregrinación a La Meca. Además, la isla de Mogador volvió a usarse como prisión, por lo que no se disponía de un lazareto cercano. Sin embargo, la prohibición de peregrinación del regente no evitó que un pequeño número de personas viajaran a La Meca, por lo que Cenarro y el Consejo decidieron no admitir en puertos marroquíes la entrada de barcos no desinfectados o que vinieran de un país contagiado. Esta medida fue inútil, ya que los peregrinos volvieron a Marruecos por otras vías, y además causó descontento entre la población. 

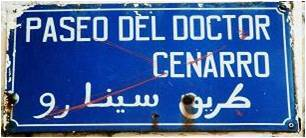
Placa del Paseo del Doctor Cenarro en Tánger.

A su regreso de Cuba, Cenarro también se reintegró en la dirección de la Comisión de Higiene, que consiguió inaugurar un nuevo puerto en 1897 a iniciativa de Cenarro.
Sin embargo, esta fue una de sus últimas aportaciones a la ciudad de Tánger, ya que en enero de 1898 fallece a los 45 años. La Comisión, la comunidad española asentada en Tánger y la colonia europea en general recaudaron fondos para la instauración de un monumento en su nombre, que aún perdura en la ciudad, además de renombrar el camino del Marchan como paseo del doctor Cenarro.

## Publicaciones e informes
- 1881. Informe sobre la Fiebre Tifoidea. Tánger.
- 1892. Reglamento para casos de epidemia colérica. Tánger.
- 1893. Reglamento para el embarque y desembarco de pasajeros en Tánger. Tánger.
- 1895. Rapport lu á la séance du 17 octobre 1895 par le Médecin-consulteur. Tánger.